# Antonia Michalsky
Antonia Michalsky (Amburgo, 10 luglio 1990) è un'attrice e modella tedesca.

## Biografia
Tra il 2010 e il 2013 ha studiato presso la Scuola di recitazione di Amburgo e poi fino al 2016 all'Università di Zurigo. Dal 2017 interpreta Saskia Huber nella soap opera Unter uns. Nel luglio 2019 compare sulla prima pagina di Playboy.